# 兄弟义士坊
兄弟义士坊，位于中国广东省江门市址山镇凌村，是一座牌坊建筑。牌坊宽6米，高6.5米。牌坊是四柱三间三楼，用混凝土捣制的仿木建筑。兄弟义士坊始建于南宋祥兴元年（1278年），其目的为了表彰陈元辅、陈英辅兄弟二人支援朝廷军队的功勋。明代嘉靖二十四年（1545年）重建。民国十九年（1930年），因牌坊遭拆毁。民国二十六年（1937年），义士坊重建。1983年，被列入鹤山县县级文物保护单位。